# Platycypha
Genre
Platycypha est un genre d'insectes odonates (libellules) du sous-ordre des Zygoptera (demoiselles) de la famille des Chlorocyphidae.

## Répartition
Ce genre de demoiselles est endémique d'Afrique tropicale,,,. Il se rencontre depuis le Cameroun et l'Éthiopie jusqu'en Afrique du Sud.

## Habitat
Le genre Platycypha est assez commun en Afrique tropicale. Elle se rencontre jusqu'à des altitudes modérées à proximité des cours d'eau, des rivières et des lacs.

## Dénomination
Le genre Platycypha a été décrit par l'entomologiste britannique Frederick Charles Fraser en 1949 avec pour espèce type Libellago caligata Selys, 1853,.

## Description
Les demoiselles du genre Platycypha sont de taille petite à moyenne avec des ailes postérieures de 15 à 26 mm.
Elles sont similaires aux autres Chlorocyphidae avec un clypéus qui forme une protubérance qui ressemble à une sorte de museau, trois axillaires ou plus, l'arculus positionné à mi-distance entre la base et le nodus ou tout du moins plus proximal que distal, le quadrilatère avec 1 à 3 nervures transverses et l'abdomen plus corpulent que mince qui atteint les extrémités des ailes. Elles en différent cependant par des tibia, souvent dilatés, en grande partie blanc, jaune, orange et/ou rouge avec au plus un peu de noir à l'apex.
Les mâles utilisent leurs tibias colorés en les exposant lors de la parade nuptiale,.

## Publication originale
- (en) Fraser, C. F. 1949. A revision of the Chlorocyphidae with notes on the classification of the Selysia species rubida, glauca, cyanifrons and curta. Bulletin de l'Institut royal des Sciences naturelles de Belgique, 25(6): 1-50.

## Taxinomie
Liste des espèces,.
- Platycypha amboniensis (Martin, 1915)
- Platycypha angolensis Longfield, 1959
- Platycypha auripes (Förster, 1906)
- Platycypha bamptoni (Pinhey, 1975)
- Platycypha caligata (Selys, 1853)
- Platycypha crocea (Longfield, 1947)
- Platycypha eliseva Dijkstra, 2008
- Platycypha fitzsimonsi (Pinhey, 1950)
- Platycypha inyangae Pinhey, 1958
- Platycypha lacustris (Förster, 1914)
- Platycypha picta (Pinhey, 1962)
- Platycypha pinheyi Fraser, 1950[9]
- Platycypha rubriventris (Pinhey, 1975)
- Platycypha rufitibia (Pinhey, 1961)

## Galerie

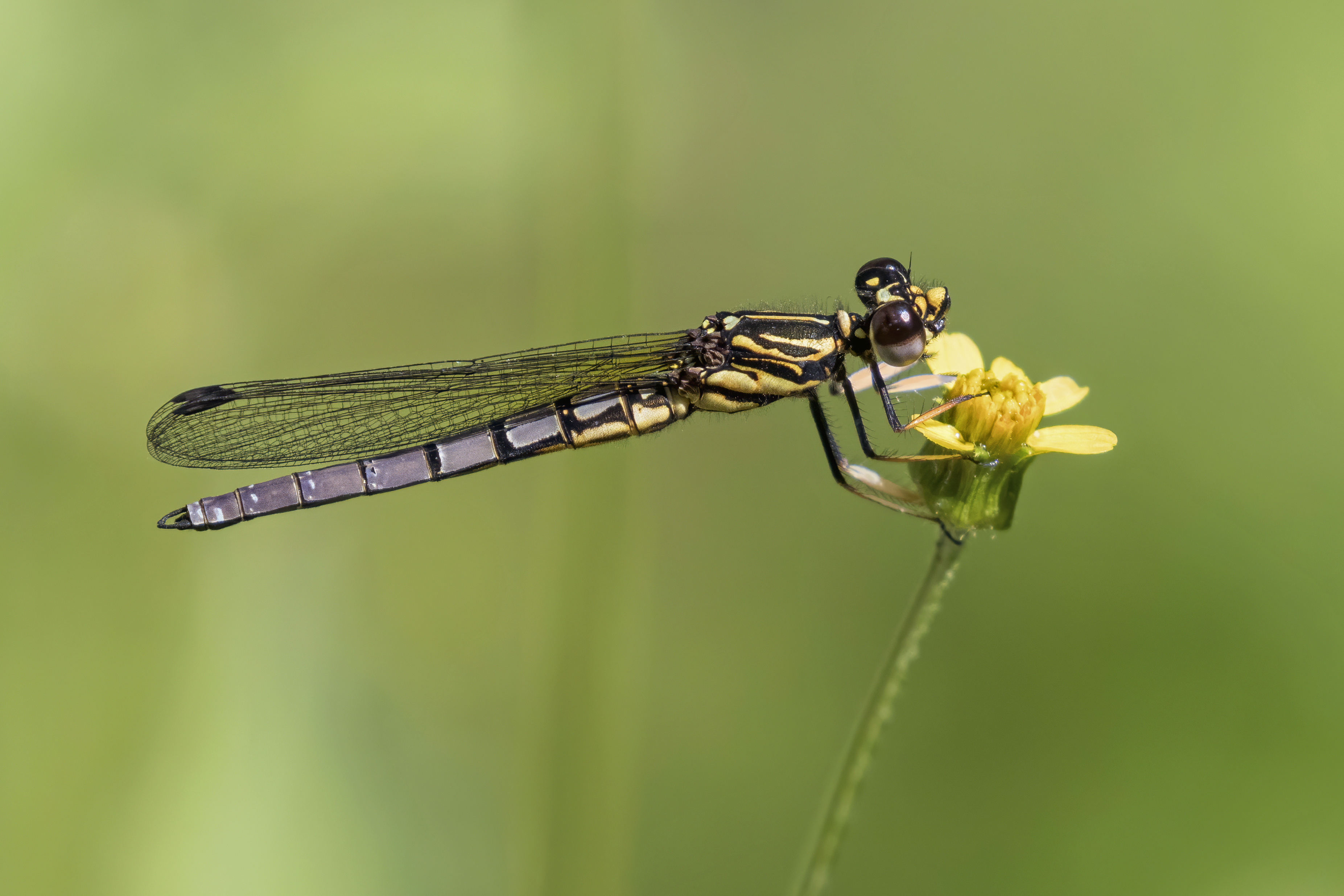
Platycypha caligata ♂
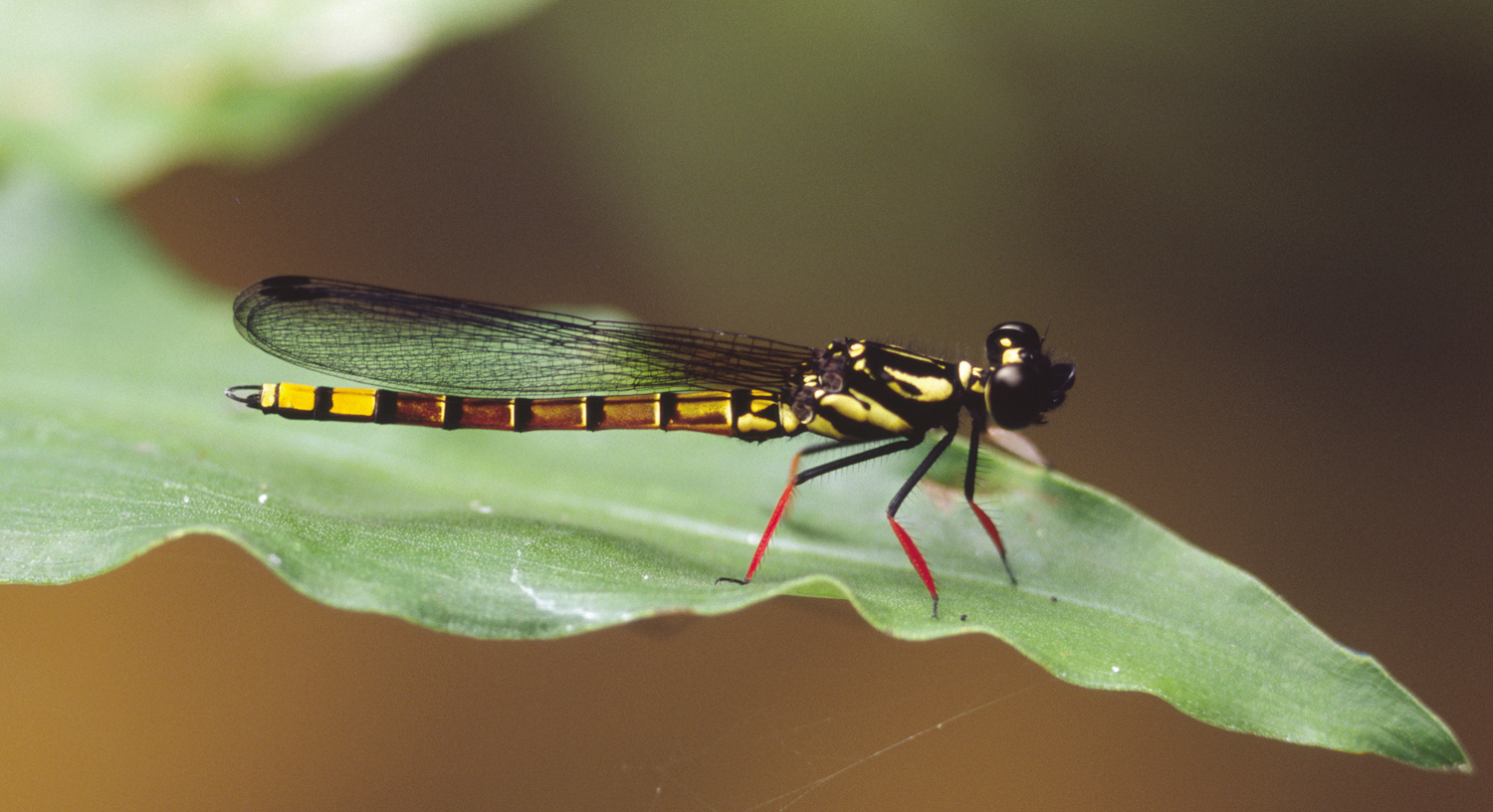
Platycypha eliseva ♂
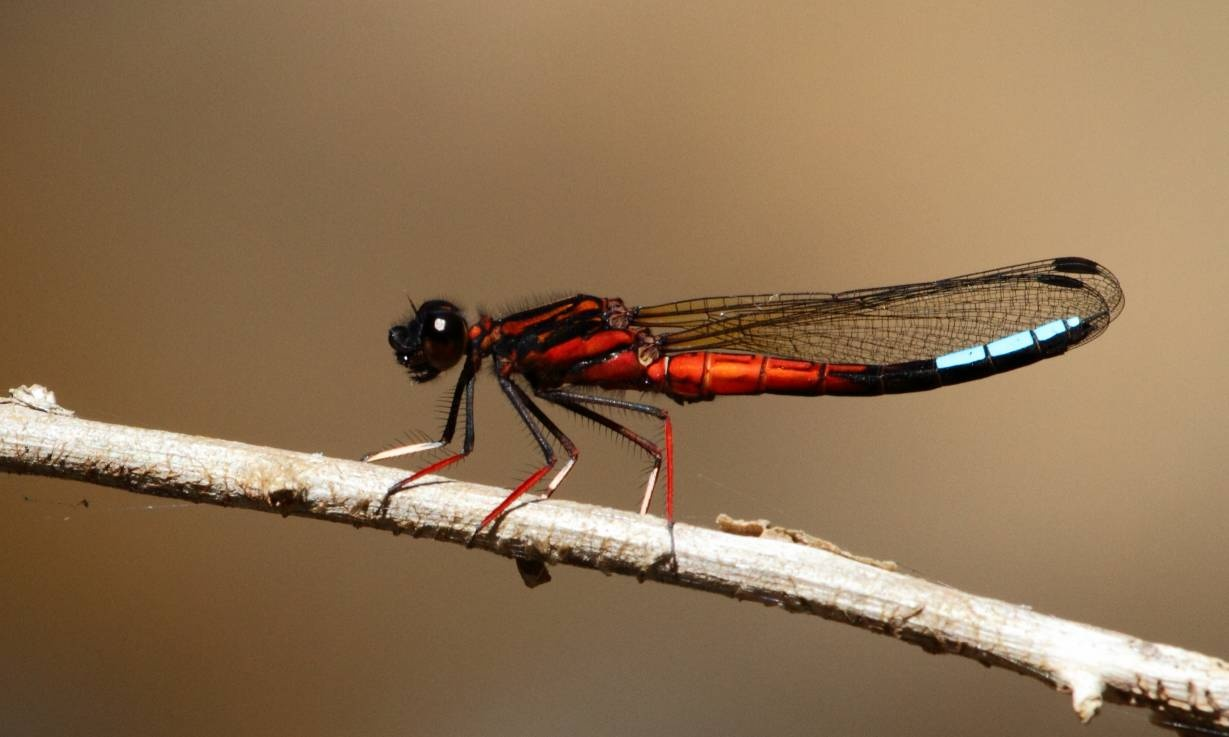
Platycypha fitzsimonsi ♂